# Clifton Koorndijk
Clifton Christiaan Koorndijk is een Surinaams politicus. Hij was lid van de Nationale Democratische Partij (NDP) en rond 2010 ondervoorzitter van de districtsraad van Saramacca. In 2012 werd hij gekozen tot afdelingsvoorzitter en daarmee tot lid van het hoofdbestuur van de landelijke NDP. Hij was enige tijd beoogd lijsttrekker voor het district voor de verkiezingen van 2015, maar raakte die positie kwijt na een interne strijd die vanuit het hoofdbestuur werd ingezet. Kort voor de verkiezingen stapte hij over naar Nieuw Suriname (NS) als lijsttrekker voor Saramacca voor de alliantie Mega Front.

## Biografie
Koorndijk werkt sinds 1988 bij de Staatsolie Maatschappij Suriname. Voor de NDP was hij in 2012 ondervoorzitter van de districtsraad van Saramacca toen hij meedong naar het afdelingsvoorzitterschap van de NDP. Een stellingname uit zijn campagne was dat Saramacca net als het binnenland stiefmoederlijk zou worden behandeld. Zijn belangrijkste tegenstrever was Roline Samsoedien, die zich in 2011 in Saramacca had gevestigd. Hij won deze verkiezingen met een grote meerderheid van 68 van de 86 stemmen. Voor Samsoedien was dit de tweede nederlaag in haar nieuwe district, waar ze in 2011 vergeefs tegen Aroenkoemar Ramdhani had gestreden om de zetel van districtscommissaris. Koorndijk kondigde bij zijn verkiezingsspeech aan dat zijn overwinning betekende dat niet Paramaribo maar de structuren van Saramacca het lokale beleid vanaf dan zouden bepalen. "Wi na wan (wij zijn een). We gaan werken aan de opbouw van ons geliefd Saramacca", aldus Koorndijk. Door zijn voorzitterschap was hij ook lid van het hoofdbestuur van de NDP.
Op 5 september 2013 belegde landelijk NDP-ondervoorzitter Ramon Abrahams een vergadering in Groningen met het doel om Robby Malhoe naar voren te schuiven als politiek leider van Saramacca. Deze positie was tot dan toe opgebouwd door Badrissein Sital, een medestander van Koorndijk en net als Abrahams een oud-vertrouweling van Desi Bouterse. De impasse was die avond, in bijzijn van Bouterse, zo hevig dat er tussenkomst van de politie nodig was om de gemoederen te sussen. Besloten werd om nog twee bijeenkomsten te organiseren.
In weerzin van de groep Koorndijk/Sital werd Malhoe in januari 2014 door het Centraal Politiek Orgaan naar voren geschoven als de lokale NDP-coördinator van de verkiezingen van 2015. Ondertussen werd Ramdhani medio april van Saramacca naar Coronie overgeplaatst. Tijdens een afdelingsbijeenkomst in april 2014, waarbij de gemoederen uit de hand dreigden te lopen, nam Bouterse het besluit om het lokale voorzitterschap zelf eerst ter hand te nemen. Een week later kandideerden de structuren van Saramacca Koorndijk als lijsttrekker voor de verkiezingen. Uit onvrede dat Bouterse Malhoe naar voren had geschoven, overwoog Frits Moesafirhoesein in juli kortstondig om als eenmansfractie verder te gaan in DNA. Na een gesprek met Bouterse bleef hij toch lid van de NDP-fractie. Uiteindelijk legden Malhoe, Sital en Koorndijk zich eind juli bij het voorstel neer om oud-president Jules Wijdenbosch te benoemen als coördinator van Saramacca.
In de maanden erna verbeterden de verhoudingen in het district en werd er in november 2014 gesproken over een kandidatenlijst voor de verkiezingen waarop zowel Koorndijk als Malhoe's dochter Parveen Hassenmohamed-Malhoe zouden staan. Malhoe's dochter was een jaar eerder ook al in beeld geweest voor een plaats op de verkiezingslijst.
In februari 2015 ontstond er niettemin opnieuw onrust in het district, toen Malhoe een nieuwe lijst voor de verkiezingen presenteerde. Hierop stond hij zichzelf in plaats van zijn dochter als lijsttrekker en was Koorndijk ten gunste van "een Javaanse dame" verwijderd. Hierop volgde grote weerstand vanuit de verschillende ressorten en onder jongerenleiders, die vonden dat de kandidaten door de eigen structuren moesten worden gekozen. Hierna verwijderde het hoofdbestuur Malhoe weliswaar als lijsttrekker, maar stond Jerrel Mahabier op nummer 1. Naomi Samidin met Javaanse voorouders bleek op nummer 2 te zijn gezet; Koorndijk kwam op de verkiezingslijst niet meer voor. Hij reageerde hierna dat het politieke werk in het district plat lag door de ingreep van het hoofdbestuur. "Hoewel veel mensen ontevreden zijn, durven ze niks meer te zeggen," aldus Koorndijk begin april.
Op 10 april 2014 introduceerde John Nasibdar – de leider van Nieuw Suriname (NS) en een van de leidende politici achter de nieuwe alliantie Mega Front (MF) – Koorndijk en Inder Sardjoe als nieuwe nieuwe leden van NS en lijsttrekkers voor de districten Saramacca en Wanica voor MF; ook Sardjoe was uit ontevredenheid met de NDP overgestapt. Op dezelfde dag liet Koorndijk in een brief zijn vertrek aan Bouterse weten, dit in tegenstelling tot de bewering van Bouterse anderhalve maand later dat die hem twee dagen na de verkiezingen uit de partij zou hebben gezet. Tijdens de verkiezingen wist het Mega Front geen zetels te behalen.